# Championnat du Costa Rica de football 1998-1999
Navigation
Saison précédente Saison suivante
La Primera División 1998-1999 est la 77e édition de la première division costaricienne.
Lors de ce tournoi, le Deportivo Saprissa a conservé son titre de champion du Costa Rica face aux onze meilleurs clubs costariciens.
La saison était divisée en deux tournois tournoi, l'Apertura et le Clausura, le Deportivo Saprissa ayant remporté les deux tournois, il a été sacré champion sans disputer la finale du championnat.
Lors de chaque tournoi, chacun des douze clubs participants était confronté deux fois aux onze autres.
Seulement deux places étaient qualificatives pour la Copa Interclubes UNCAF.

## Les 12 clubs participants
| \| Santa Bárbara: AD Carmelita AD Santa Barbara / LD Alajuelense Santa Bárbara CS Cartagines / AD Goicoechea —CS Herediano AD Limonense Municipal Pérez Zeledon Municipal Puntarenas AD Ramonense AD San Carlos Santa Bárbara \ Deportivo Saprissa \| Localisation des clubs engagés dans le championnat. |
| Santa Bárbara: AD Carmelita AD Santa Barbara / LD Alajuelense Santa Bárbara CS Cartagines / AD Goicoechea —CS Herediano AD Limonense Municipal Pérez Zeledon Municipal Puntarenas AD Ramonense AD San Carlos Santa Bárbara \ Deportivo Saprissa                                                           |

| Club                    | Stade                         | Capacité          | Ville                  |
| LD Alajuelense          | Stade Alejandro Morera Soto   | 17 900            | Alajuela               |
| AD Carmelita            | Stade Carlos Alvarado         | 3 000             | Santa Bárbara          |
| CS Cartagines           | Stade José Rafael Meza        | 13 500            | Cartago                |
| AD Goicoechea           | Stade inconnu                 | Capacité inconnue | Goicoechea             |
| CS Herediano            | Stade Eladio Rosabal Cordero  | 8 100             | Heredia                |
| AD Limonense            | Stade Juan Gobán              | 3 000             | Puerto Limón           |
| Municipal Pérez Zeledon | Stade Municipal Pérez Zeledón | 6 000             | San Isidro del General |
| Municipal Puntarenas    | Stade Lito Pérez              | 4 100             | Puntarenas             |
| AD Ramonense            | Stade Carlos Roldan           | 5 000             | San Ramón              |
| AD San Carlos           | Stade Carlos Ugalde Álvarez   | 5 600             | Ciudad Quesada         |
| AD Santa Barbara        | Stade inconnu                 | Capacité inconnue | Santa Bárbara          |
| Deportivo Saprissa      | Stade Ricardo Saprissa        | 23 100            | San José               |

## Tournoi Apertura
Lors de ce tournoi les douze équipes s'affrontent à deux reprises selon un calendrier tiré aléatoirement.
Le classement est établi sur le barème de points classique (victoire à 3 points, match nul à 1, défaite à 0).
Le départage final se fait selon les critères suivants :
- Le nombre de points.
- La différence de buts générale.
- La différence de buts particulière.
- Le nombre de buts marqué.

### Classement
| Rang | Équipe                  | Pts | J  | G  | N  | P  | Bp | Bc | Diff |
| ---- | ----------------------- | --- | -- | -- | -- | -- | -- | -- | ---- |
| 1    | Deportivo Saprissa (T)  | 51  | 22 | 15 | 6  | 1  | 58 | 22 | +36  |
| 2    | LD Alajuelense          | 50  | 22 | 16 | 2  | 4  | 54 | 22 | +32  |
| 3    | CS Herediano            | 38  | 22 | 10 | 8  | 4  | 29 | 20 | +9   |
| 4    | AD Santa Barbara        | 32  | 22 | 8  | 8  | 6  | 42 | 32 | +10  |
| 5    | Municipal Pérez Zeledon | 28  | 22 | 6  | 10 | 6  | 25 | 28 | -3   |
| 6    | CS Cartagines           | 27  | 22 | 6  | 9  | 7  | 34 | 32 | +2   |
| 7    | AD Limonense (P)        | 24  | 22 | 5  | 9  | 8  | 35 | 45 | -10  |
| 8    | Municipal Puntarenas    | 24  | 22 | 6  | 6  | 10 | 31 | 37 | -6   |
| 9    | AD Goicoechea           | 21  | 22 | 5  | 6  | 11 | 29 | 46 | -17  |
| 10   | AD San Carlos           | 20  | 22 | 4  | 8  | 10 | 27 | 43 | -16  |
| 11   | AD Carmelita            | 20  | 22 | 4  | 8  | 10 | 26 | 41 | -15  |
| 12   | AD Ramonense            | 18  | 22 | 4  | 6  | 12 | 22 | 44 | -22  |

| Légende : Qualifications et relégations | Légende : Qualifications et relégations                  |
| --------------------------------------- | -------------------------------------------------------- |
|                                         | Qualifié pour la finale du championnat                   |
|                                         | (T) : Tenant du titre (P) : Promu de la saison 1997-1998 |

### Matchs
| Résultats (▼dom., ►ext.)                                   | Alaj | Carm | Cart | Goi | Here | Lim | Muni | Punt | Ramo | SanB | SanC | Sapr |
| LD Alajuelense                                             |      | 3-0  | 2-1  | 4-1 | 2-0  | 4-0 | 3-1  | 3-0  | 2-0  | 2-1  | 6-1  | 0-1  |
| AD Carmelita                                               | 1-6  |      | 3-2  | 0-1 | 0-1  | 2-2 | 0-0  | 2-2  | 4-1  | 0-5  | 0-0  | 0-3  |
| CS Cartagines                                              | 1-1  | 2-2  |      | 2-0 | 0-1  | 1-1 | 2-1  | 1-0  | 1-1  | 1-2  | 1-1  | 1-2  |
| AD Goicoechea                                              | 1-2  | 0-2  | 2-4  |     | 0-2  | 2-2 | 0-0  | 1-1  | 3-0  | 1-0  | 2-0  | 3-4  |
| CS Herediano                                               | 2-1  | 2-1  | 3-0  | 1-0 |      | 1-2 | 2-0  | 0-0  | 1-1  | 1-1  | 1-0  | 1-1  |
| AD Limonense                                               | 2-3  | 2-2  | 2-2  | 3-3 | 2-2  |     | 5-2  | 1-1  | 2-0  | 1-2  | 2-1  | 0-1  |
| Municipal Pérez Zeledon                                    | 1-0  | 1-1  | 1-1  | 3-2 | 1-0  | 2-1 |      | 1-2  | 4-0  | 2-2  | 0-0  | 1-1  |
| Municipal Puntarenas                                       | 1-3  | 2-3  | 2-1  | 4-0 | 2-2  | 1-2 | 1-2  |      | 2-3  | 3-0  | 1-1  | 3-4  |
| AD Ramonense                                               | 1-2  | 1-0  | 0-4  | 4-4 | 0-1  | 3-0 | 0-0  | 0-1  |      | 0-2  | 3-2  | 0-0  |
| AD Santa Barbara                                           | 3-4  | 1-1  | 2-3  | 1-1 | 1-1  | 2-0 | 1-1  | 3-0  | 2-2  |      | 5-1  | 3-2  |
| AD San Carlos                                              | 2-0  | 2-1  | 2-2  | 1-2 | 3-2  | 3-3 | 1-1  | 1-2  | 2-1  | 1-1  |      | 0-3  |
| Deportivo Saprissa                                         | 1-1  | 2-1  | 1-1  | 6-0 | 2-2  | 5-0 | 3-0  | 3-0  | 5-1  | 4-2  | 7-2  |      |
| - Victoire à domicile - Match nul - Victoire à l'extérieur |      |      |      |     |      |     |      |      |      |      |      |      |

## Tournoi Clausura
Lors de ce tournoi les douze équipes s'affrontent à deux reprises selon un calendrier tiré aléatoirement.
Le classement est établi sur le barème de points classique (victoire à 3 points, match nul à 1, défaite à 0).
Le départage final se fait selon les critères suivants :
- Le nombre de points.
- La différence de buts générale.
- La différence de buts particulière.
- Le nombre de buts marqué.

### Classement
| Rang | Équipe                  | Pts | J  | G  | N  | P  | Bp | Bc | Diff |
| ---- | ----------------------- | --- | -- | -- | -- | -- | -- | -- | ---- |
| 1    | Deportivo Saprissa (T)  | 48  | 22 | 14 | 6  | 2  | 50 | 15 | +35  |
| 2    | CS Herediano            | 45  | 22 | 13 | 6  | 3  | 50 | 26 | +24  |
| 3    | LD Alajuelense          | 38  | 22 | 9  | 11 | 2  | 40 | 18 | +22  |
| 4    | Municipal Puntarenas    | 35  | 22 | 10 | 5  | 7  | 29 | 33 | -4   |
| 5    | CS Cartagines           | 34  | 22 | 9  | 7  | 6  | 26 | 30 | -4   |
| 6    | AD Santa Barbara        | 28  | 22 | 7  | 7  | 8  | 32 | 30 | +2   |
| 7    | Municipal Pérez Zeledon | 27  | 22 | 6  | 9  | 7  | 22 | 30 | -8   |
| 8    | AD Carmelita            | 25  | 22 | 7  | 4  | 11 | 27 | 32 | -5   |
| 9    | AD Limonense (P)        | 21  | 22 | 6  | 3  | 13 | 27 | 39 | -12  |
| 10   | AD Ramonense            | 19  | 22 | 4  | 7  | 11 | 19 | 34 | -15  |
| 11   | AD San Carlos           | 19  | 22 | 4  | 7  | 11 | 25 | 44 | -19  |
| 12   | AD Goicoechea           | 17  | 22 | 3  | 8  | 11 | 16 | 32 | -16  |

| Légende : Qualifications et relégations | Légende : Qualifications et relégations                  |
| --------------------------------------- | -------------------------------------------------------- |
|                                         | Qualifié pour la finale du championnat                   |
|                                         | (T) : Tenant du titre (P) : Promu de la saison 1997-1998 |

### Matchs
| Résultats (▼dom., ►ext.)                                   | Alaj | Carm | Cart | Goi | Here | Lim | Muni | Punt | Ramo | SanB | SanC | Sapr |
| LD Alajuelense                                             |      | 2-0  | 2-2  | 4-0 | 0-1  | 4-0 | 0-0  | 3-0  | 2-0  | 1-1  | 8-2  | 1-1  |
| AD Carmelita                                               | 1-2  |      | 0-0  | 1-0 | 1-1  | 1-0 | 3-0  | 3-2  | 3-1  | 2-0  | 1-2  | 1-3  |
| CS Cartagines                                              | 0-2  | 2-0  |      | 1-3 | 3-2  | 1-2 | 1-1  | 2-2  | 2-0  | 2-1  | 1-0  | 1-0  |
| AD Goicoechea                                              | 0-0  | 2-0  | 0-2  |     | 0-3  | 1-1 | 1-1  | 0-1  | 0-0  | 1-1  | 1-1  | 0-2  |
| CS Herediano                                               | 1-2  | 4-3  | 3-0  | 3-0 |      | 1-0 | 2-0  | 1-1  | 4-1  | 3-1  | 5-1  | 1-1  |
| AD Limonense                                               | 2-2  | 4-2  | 1-2  | 1-4 | 0-1  |     | 3-1  | 2-0  | 2-0  | 0-2  | 4-0  | 2-2  |
| Municipal Pérez Zeledon                                    | 3-3  | 1-0  | 0-0  | 2-0 | 2-2  | 1-0 |      | 2-2  | 1-0  | 0-4  | 3-1  | 2-2  |
| Municipal Puntarenas                                       | 1-1  | 2-1  | 3-1  | 3-1 | 1-3  | 1-0 | 0-1  |      | 2-2  | 1-0  | 2-1  | 2-1  |
| AD Ramonense                                               | 0-0  | 2-2  | 1-2  | 0-0 | 3-4  | 2-0 | 0-0  | 3-0  |      | 1-0  | 1-0  | 1-2  |
| AD Santa Barbara                                           | 0-0  | 1-1  | 1-1  | 3-1 | 3-3  | 3-1 | 2-0  | 1-2  | 3-1  |      | 2-1  | 0-4  |
| AD San Carlos                                              | 1-1  | 0-1  | 0-0  | 1-1 | 3-2  | 4-1 | 2-0  | 0-1  | 0-0  | 3-3  |      | 2-2  |
| Deportivo Saprissa                                         | 2-0  | 1-0  | 6-0  | 1-0 | 0-0  | 4-1 | 2-1  | 4-0  | 5-0  | 1-0  | 4-0  |      |
| - Victoire à domicile - Match nul - Victoire à l'extérieur |      |      |      |     |      |     |      |      |      |      |      |      |

## Classement cumulatif
| Rang | Équipe                     | Pts | J  | G  | N  | P  | Bp  | Bc | Diff |
| ---- | -------------------------- | --- | -- | -- | -- | -- | --- | -- | ---- |
| 1    | Deportivo Saprissa (C) (T) | 99  | 44 | 29 | 12 | 3  | 108 | 37 | +71  |
| 2    | LD Alajuelense             | 88  | 44 | 25 | 13 | 6  | 94  | 40 | +54  |
| 3    | CS Herediano               | 83  | 44 | 23 | 14 | 7  | 79  | 46 | +33  |
| 4    | CS Cartagines              | 61  | 44 | 15 | 16 | 13 | 60  | 62 | -2   |
| 5    | AD Santa Barbara           | 60  | 44 | 15 | 15 | 14 | 74  | 62 | +12  |
| 6    | Municipal Puntarenas       | 59  | 44 | 16 | 11 | 17 | 60  | 70 | -10  |
| 7    | Municipal Pérez Zeledon    | 55  | 44 | 12 | 19 | 13 | 47  | 58 | -11  |
| 8    | AD Carmelita               | 45  | 44 | 11 | 12 | 21 | 53  | 73 | -20  |
| 9    | AD Limonense (P)           | 45  | 44 | 11 | 12 | 21 | 62  | 84 | -22  |
| 10   | AD San Carlos              | 39  | 44 | 8  | 15 | 21 | 52  | 87 | -35  |
| 11   | AD Goicoechea              | 38  | 44 | 8  | 14 | 22 | 45  | 78 | -33  |
| 12   | AD Ramonense               | 37  | 44 | 8  | 13 | 23 | 41  | 78 | -37  |

| Légende : Qualifications et relégations | Légende : Qualifications et relégations                                                                 |
| --------------------------------------- | --- |
|                                         | Copa Interclubes UNCAF 2000 (en) (Phase de Groupe)                                                      |
|                                         | Relégué en Segunda División                                                                             |
|                                         | (C) : Vainqueur des deux tournois de la saison (T) : Tenant du titre (P) : Promu de la saison 1997-1998 |

## Finale du championnat
Le Deportivo Saprissa ayant remporté les deux tournois saisonniers, la finale du championnat n'a pas été jouée.

## Bilan du tournoi
| Tableau d'Honneur |                    |
| Compétition       | Vainqueur          |
| Primera División  | Deportivo Saprissa |

| Qualifications continentales 1999-2000 |                                   |
| Copa Interclubes UNCAF                 | Qualifiés                         |
| Phase de Groupe (en)                   | Deportivo Saprissa LD Alajuelense |

| Promotions et relégations   |              |
| Relégué en Segunda División | AD Ramonense |
| Promu de Segunda División   | SD Santos    |